# Löbenicht

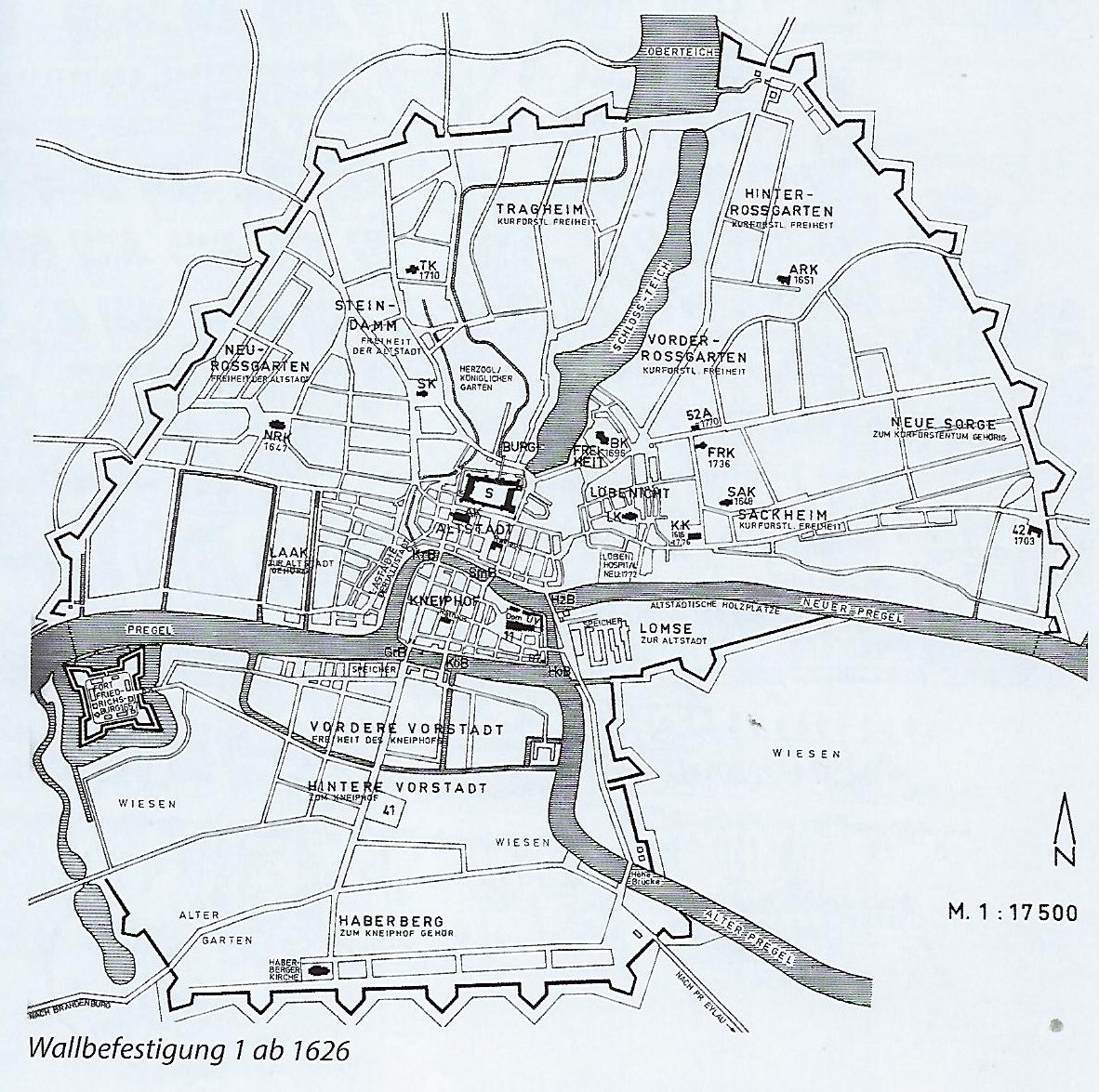
Wallbefestigung und Städte Königsbergs (1626)

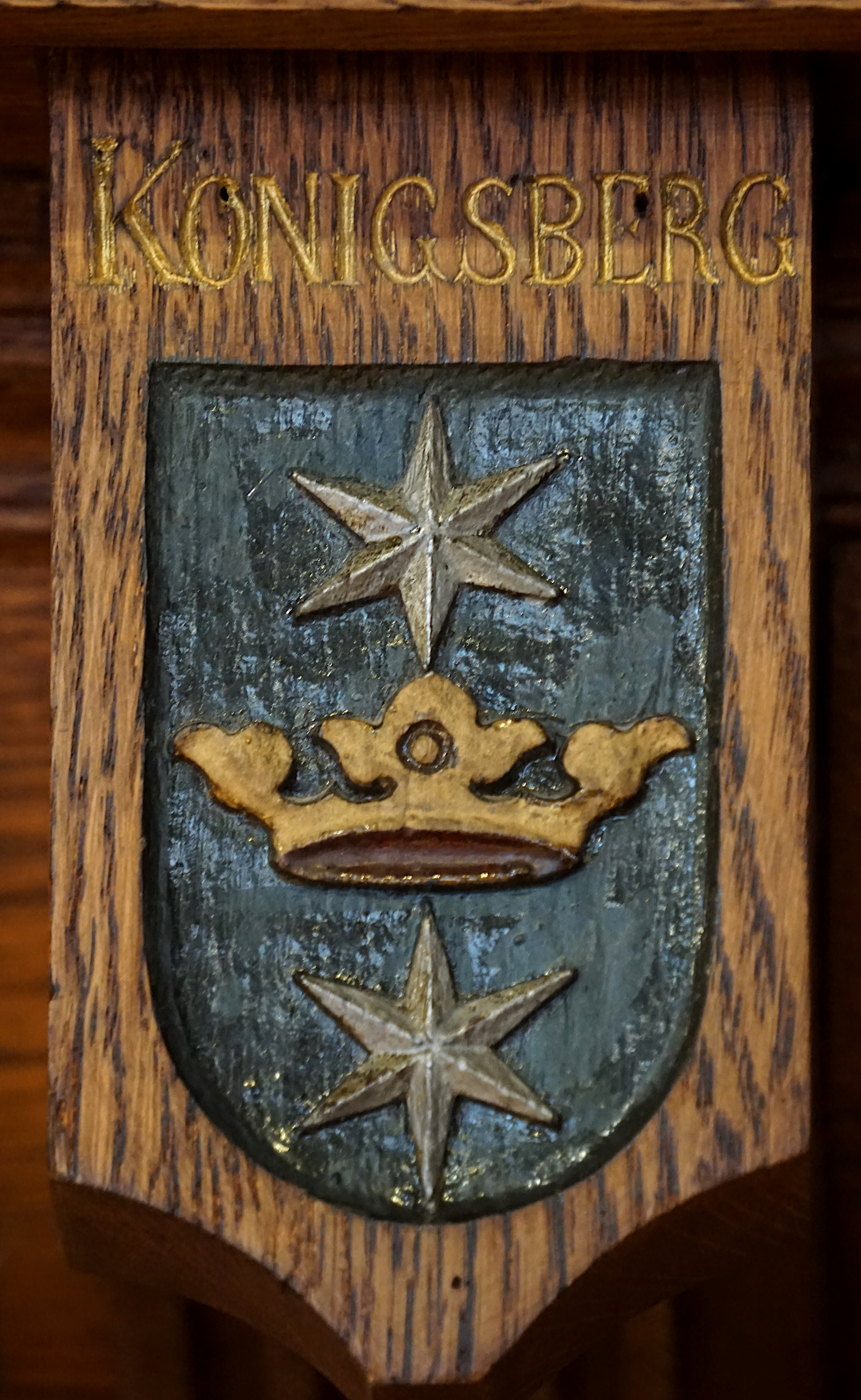
Wappen von Löbenicht (Königsberg) im Plenarsaal des altstädtischen Rathauses in Danzig

Der Löbenicht (oder auch Löbnicht) war einer der drei ursprünglichen Siedlungskerne der Stadt Königsberg, östlich der Altstadt gelegen. Zu ihm gehörten 1785 der Anger des Steegen und an Vorstädten der Roßgarten, die Neue Sorge, der Sackheim und die Burgfreiheit.

## Name
Der Name ist prußisch von „loba“: Tal, Vertiefung abzuleiten. Hier soll ein Fluss Lebo geflossen sein (vermutlich der Katzbach), welcher den Schlossteich vor seiner Dämmung mit dem Pregel verbunden hatte. Es ist nicht auszuschließen, dass der Löbenicht mit dem ehemaligen Fischerdorf Lipnick identisch ist, auf dessen Grund das Nonnenkloster Löbenhospital errichtet wurde. In diesem Falle wäre die Ableitung von prußisch „lipe, leipo“ = Linde.

## Geschichte
Die genaue Entstehung des Löbenicht ist nicht bekannt, jedoch bestand er sicher im Jahre 1300, als ihm der Komtur Berthold Brühan das erste Privileg gab. Der Stadtteil entstand durch zunächst vereinzelte Neubauten jenseits der Katzbach und jenseits der Stadtmauern und hieß Neustadt. 1414 wurden etliche Löbenichter Häuser von aufgebrachten Altstädtern abgerissen, angeblich, weil sie zu nahe an der Stadtmauer gestanden hätten. Sie wurden zu einer Strafe von 500 Mark verdammt. Das Löbenichter Stadtwappen wurde von zwei braunen Engeln gehalten und enthält in einem grauen Feld zwei senkrechte Sterne, je einer über und unter einer vergoldeten Krone.
Neben der Altstadt und dem Kneiphof war der Löbenicht eine eigenständige Stadt, die vor allem von Handwerksbetrieben geprägt wurde. Aus dieser Dreistadt wurde 1724 die Stadt Königsberg gebildet. Der Löbenicht wuchs immer enger mit der Altstadt zusammen und bildete städtebaulich deren östliche Fortsetzung. Die Einwohner der drei alten Stadtteile waren von Naturaleinquartierungen befreit und viele Häuser hatten besondere Privilegien wie feste Steuern und die Erlaubnis zum Bierbrauen. Zwischen 1721 und 1803 gab es allein im Löbenicht 86 Mälzenbräuhäuser. In diesen Stadtteilen befanden sich auch die Zunftstuben der Großbürger. Zum Löbenicht gehörten die Freiheiten Anger und Steegen, mit der der Sudauerfürst Skomand belehnt worden war. Weiter östlich schlossen sich der Altroßgarten und Sackheim an.

„In der Altstadt die Macht,
im Kneiphof die Pracht,
im Löbenicht der Acker,
auf dem Sackheim der Racker.“

Im Jahr 1764 wurde durch einen Stadtbrand ein großer Teil der Stadt vernichtet. In einer Notiz im Löbenichter Kirchenbuch schreibt dazu M. Gottlieb Richter:

„Anno 1764 den 11. November als Dom. 21 p. Trin. und 7 Uhr abends entstand bey einem großen Sturm aus Südost (und Ungewitter) durch einen Topf mit Kohlen (die nicht ganz verlöscht zugedeckt und vom Sturm wieder angefacht warn) in der Segelmacher Bude auf der Lastadie ein Feuer, welches sogleich die große ...waage und die 8 königl. Magazinspeicher ergriff, auch die Funken über den Kneiphoff (und einen Theil der Altstadt) hinweg, in den Münchhoff warf, und zwar in ein Strohmagazin. Hierdurch gerieth unsere liebe Stadt Löbenicht in den Brand, wodurch das Löbenichter Ratshaus und die eine ganze Seite der Langgasse, auch auf der anderen Seite die Hälfte derselben, die Klostergasse, das große königl. Hospital mit ... kirche, unsere schöne Kirche, die Pfarr..., Schule, Glöck..., der Stadthof, ...., die Holzkämmerei mit dem königl. Holzgarten, die Römisch Katholische Kirche und Kloster, die Sackheimische Kirche und ein großer Theil vom Sackheim bis auf einige Häuser ... eingeäschert worden. Den 11. und 12. Nov. stand diese Gegend in vollen Flammen, und das Feuer ward allererst den 13. November um 7 Uhr des morgens gedämpfet, dass es nicht weiter um sich griff. Es sind also 4 Kirchen, 39 Mälzenbräuerhäuser, 49 Speicher, 321 Wohnhäuser außer den ange... publiquen Gebäuden abgebrannt.“

Beim Luftangriff auf Königsberg am 29. August 1944 und in der am 9. April 1945 beendeten Schlacht um Königsberg wurden weite Teile des Löbenicht (russ. Лёбенихт, polnisch Lipnik) zerstört. An der Stelle des ehemaligen Stadtgebiets befinden sich heute ausgedehnte Grünanlagen und zwei große Wohnblocks in Plattenbauweise.

## Sakralbauten

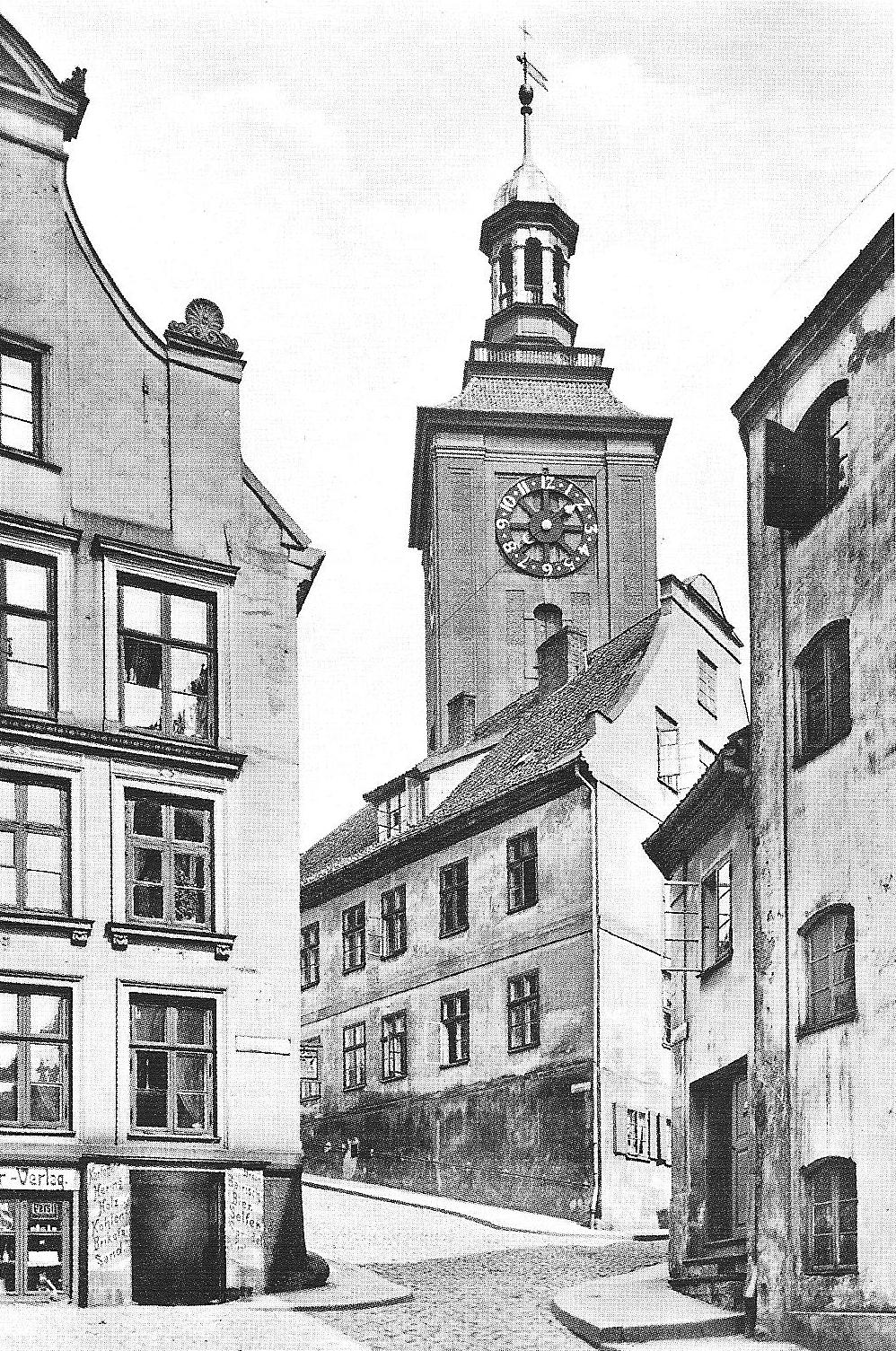
Löbenichtsche Kirche

- Wahrzeichen der kleinteilig bebauten Teilstadt war die Löbenichtsche Kirche auf dem Berge. Diese Pfarrkirche war dem Hl. Johannes und der Hl. Barbara gewidmet.
- Das Nonnenkloster wurde 1333 errichtet. Es entstand durch ein Gelübde des Dusener von Arfberg, das von Kniprode erfüllt wurde. Es war der Heiligen Jungfrau und dem Hl. Benedikt gewidmet.
- Etwa um 1517 legten „Graue Mönche“ ein Kloster an, sie wurden aber durch die Reformation vertrieben, ehe es fertiggestellt werden konnte. Diese Gegend hieß Münchhof.

Im Jahr 1785 werden folgende Kirchen aufgezählt: Löbenichtsche Pfarrkirche, Königliche Hospitalkirche, Königlich lutherische Schloßkirche, deutschreformierte Parochialkirche, polnisch-reformierte Kirche, Sackheimsche Kirche, lithauische lutherische Kirche, Kirche im königlichen Waisenhaus, Römisch Katholische Kirche, alt Roßgärtsche Kirche, französisch-reformierte Kirche, Tragheimsche Kirche, Kirche im Spinnhaus, Kirche des Collegii Fridericiani und die der französisch-reformierten Gemeinde gehörige Garnisonkirche, welche an das Regiment v. Stutterheim vermietet war.
1820 zählen zum Löbenicht die Königliche Hospitalkirche, die Burgkirche, welche aus der deutschreformierten Parochialkirche hervorgegangen war, die polnische Burgkirche, die Sackheimsche Kirche, die römisch-katholische Kirche St. Johannes Baptist, die Altroßgärtsche Kirche, die französische Kirche und die Kirche des Collegium Fridericianum.

## Löbenichtsches Hospital
1528 räumte Herzog Albrecht den Altstädtern das Heilige-Geist-Hospital für den Bau von Wohnhäusern ein und machte 1531 das Nonnenkloster auf dem Löbenicht zum Hospital und Pockenhaus. Ein Patient war der ehemalige lutherische Pfarrer von Pobethen und Übersetzer ins Altpreußische, Abel Will, der hier ab 1575 nach seiner Erblindung lebte. 1764 fiel es dem großen Brand des Löbenicht zum Opfer. Etliche Geisteskranke kamen um. Die Altäre wurden gerettet. Der Neubau des Hospitals wurde 1772 geweiht, 1903 wegen Baufälligkeit abgerissen und in der Heidemannstraße neu gebaut. Das schöne Rokoko-Portal wurde dorthin umgesetzt.